# Municipio de Madison (condado de Franklin)
El municipio de Madison (en inglés: Madison Township) es un municipio ubicado en el condado de Franklin en el estado estadounidense de Ohio. En el año 2010 tenía una población de 23509 habitantes y una densidad poblacional de 223,42 personas por km².

## Geografía
El municipio de Madison se encuentra ubicado en las coordenadas 39°50′10″N 82°51′56″O / 39.83611, -82.86556. Según la Oficina del Censo de los Estados Unidos, el municipio tiene una superficie total de 105.22 km², de la cual 103.21 km² corresponden a tierra firme y (1.91%) 2.01 km² es agua.

## Demografía
Según el censo de 2010, había 23509 personas residiendo en el municipio de Madison. La densidad de población era de 223,42 hab./km². De los 23509 habitantes, el municipio de Madison estaba compuesto por el 83.6% blancos, el 10.95% eran afroamericanos, el 0.18% eran amerindios, el 1.71% eran asiáticos, el 0.09% eran isleños del Pacífico, el 1.07% eran de otras razas y el 2.41% pertenecían a dos o más razas. Del total de la población el 2.35% eran hispanos o latinos de cualquier raza.